# Sadar Tengah
Sadar Tengah is een bestuurslaag in het regentschap Mojokerto van de provincie Oost-Java, Indonesië. Sadar Tengah telt 2757 inwoners (volkstelling 2010).